# 阿曽布村
阿曽布村（あそぶむら）は、岐阜県吉城郡にあった村である。
現在の飛騨市の一部であり、旧神岡町域東部および南部に該当する。村の北部は跡津川支流の打保谷川沿いの集落、村の南部は高原川沿いの集落で構成され、北は富山県に接する。神岡鉱山の主力坑の一つである栃洞鉱山が存在し、鉱山の村として栄えた。

## 歴史
- 江戸時代末期、この地域は飛騨国吉城郡高原郷の一部であり、天領であった。
- 1871年（明治4年） - 廃藩置県により、飛騨国一円は筑摩県となる。
- 1875年（明治8年）7月1日 - 高原郷が下高原郷と上高原郷（後の上宝村域、現高山市上宝町・奥飛騨温泉郷に相当）とに分立。そのうち下高原郷49か村が合併し神岡村が成立。
- 1876年（明治9年）8月20日 - 筑摩県から岐阜県に移行。
- 1889年（明治22年）7月1日 - 神岡村を3分割し、町村制施行により船津町・袖川村とともに阿曽布村が成立。阿曽布村は旧下高原郷のうち釜崎・吉田・東雲・小萱・丸山・野首・阿曽保・数河・石神・麻生野・殿・和佐保・伊西・森茂・岩井谷・下之本・瀬戸・和佐府・打保の19か村の地域からなる。旧村名を継承した計19大字を編成。
- 1950年（昭和25年）6月10日 - 船津町・袖川村と合併し神岡町が発足、阿曽布村廃止。

## 教育
- 阿曽布村立森茂小中学校（後の神岡町立森茂小中学校）
- 阿曽布村立下之本小中学校（後の神岡町立下之本小中学校）
- 阿曽布村立吉田小学校（後の神岡町立吉田小学校）
- 阿曽布村立麻生野小学校（後の神岡町立麻生野小学校。）
- 私立神岡第一小学校（神岡鉱山を運営していた三井組が1896年に開設した私立神岡小学校が前身。1953年に神岡町に移管し神岡町立栃洞小学校）
- 私立神岡第一中学校（神岡鉱山を運営していた三井組が1947年に開設した私立中学校。1953年に神岡町に移管し神岡町立栃洞中学校。）

## 交通機関
- 国鉄神岡線の開業は1966年（昭和41年）である。旧・阿曽布村に該当する駅は神岡駅である。

## 鉱業
- 神岡鉱山の主力の一つである栃洞鉱山が存在していた。その他、幾つか支抗（下之本鉱山、吉城鉱山、岩井谷鉱山など）が存在したが、昭和30年代に廃止されている。

## 神社・仏閣
- 鉱山四柱神社（後の神岡鉱山神社）[1]
- 金山神社
- 麻生野神社